# Thurn (Tyrol)
Thurn – gmina w Austrii, w kraju związkowym Tyrol, w powiecie Lienz. Według Austriackiego Urzędu Statystycznego liczyła 627 mieszkańców (1 stycznia 2015).